# 福井県の市町村歌一覧
福井県の市町村歌一覧（ふくいけんのしちょうそんかいちらん）は、日本の福井県に属する市町村で制定されている、もしくは過去に制定されていた市町村歌などの自治体歌やそれに準じた楽曲の一覧である。なお、一覧の順序は全国地方公共団体コード順による。

## 概説
県庁所在地の福井市では1935年（昭和10年）に市歌が制定されたが、戦後は全く演奏されなくなり1988年（昭和63年）に実質2代目となる新市歌が制定された。その他の市で昭和の間に地位が明確な「市歌」を制定したのは敦賀市と旧武生市（現在の越前市）のみに留まったが昭和の大合併で誕生した大野市では市制5周年記念、勝山市では市制施行記念の式歌が作られている。
平成の大合併以後は、坂井市のような新たに誕生した市だけでなく20世紀から存在していた小浜市や鯖江市でも新規の愛唱歌が作られた。あわら市では市制5周年を記念して制定された市民憲章に曲を付けて実質的な市歌としている点が特徴的である。
また、正式な市歌や町歌を制定していない自治体でも勝山市や永平寺町など「男女共同参画テーマソング」が作られている場合がある。

## 市部
福井市
- 福井市歌 - 1935年（昭和10年）1月4日制定

作詞：一力強 作曲：山田耕筰
福井市役所の新庁舎落成を記念して制定された。現在は公的に演奏されておらず、その地位を「わたしのまち ときめきのまち」に譲っているが市では「廃止された訳ではない」としている。
- わたしのまち ときめきのまち[3] - 1988年（昭和63年）制定

作詞：宮下義則 補作：島田陽子 作曲：榊原政敏 編曲：島津秀堆
市制100周年を記念して制定された（実質上）2代目の市歌である。
敦賀市
- 敦賀市歌[4] - 1952年（昭和27年）3月24日制定

作詞：花田龍彦 作曲：下総皖一
2003年（平成15年）6月10日に歌詞の一部を改訂。2代目の市歌である。
小浜市
- この風を感じて - 2012年（平成24年）発表

作詞：朝倉修 作曲：野平龍一
元は2002年（平成14年）の市制50周年を記念して製作された吹奏楽曲で、市制60周年記念事業として歌詞が付けられた。
大野市
- 市制五周年式歌[6] - 1958年（昭和33年）発表

作詞：小林寿子 作曲：松島巧
市制5周年記念式典での演奏のために選定された。恒常的な市歌の有無は不明。
勝山市
- 勝山市制祝賀の歌

1954年（昭和39年）の市制施行を記念して選定され、2014年（平成26年）の市制60周年記念式典でも演奏された。
- 勝山ふるさとの歌 - 2013年（平成25年）発表

作詞：津村節子 作曲：三木たかし
原曲は1992年（平成4年）に発表された旧福井県立勝山南高等学校の校歌。2013年（平成25年）に同校が閉校した後、歌詞の一部を改訂して市民愛唱歌とされた。
鯖江市
- このまちが好きなんや - 2010年（平成22年）1月15日発表[8]

作詞：岩堀美雪 作曲：一途
「ふるさと鯖江の日」制定記念イメージソング。
あわら市
- あわら市民憲章[9] - 2009年（平成21年）制定

作詞：あわら市 作曲：堀田庸元
「あわら市民憲章」全文をそのまま歌詞として曲を付けている。
越前市
- （未制定）

武生市・今立町合併協議会では、市歌の制定については特に取り決めが行われなかった。
坂井市
- ふるさと讃歌 〜いのち息づくまち〜[10] - 2011年（平成23年）10月10日発表

作詞・作曲：ヒナタカコ

## 町部
吉田郡永平寺町
- （未制定）

男女共同参画テーマソング「いつ いつまでも」（作詞：清水章孝 作曲：河合正浩）が作られている。
今立郡池田町
- ICE ICE BABY - 2012年（平成24年）発表

作詞・作曲：横山剣
町イメージソング。
南条郡南越前町
- （未制定）

丹生郡越前町
- 越前ふるさと音頭 みんな美し越前町[13] - 2015年（平成27年）2月1日発表

新設合併10周年を記念して作成された町民音頭である。
三方上中郡若狭町
- ビッグステージ・若狭

町イメージソング。
三方郡美浜町
- 美浜町民の歌 - 1979年（昭和54年）8月制定[14]

作詞：森菊蔵 作曲：松山かずお
大飯郡高浜町
- （不明）

ご当地ソングとして「高浜小唄」（作詞：西條八十、作曲：中山晋平）、「若狭高浜音頭」（作詞：滝田常晴、補作詞：高浜町、作曲：青木玲二、編曲：斉藤恒夫、歌唱：八汐亜矢子）がある。
大飯郡おおい町
- （未制定）

旧大飯町は「大飯町歌」を制定していた。大飯町・名田庄村合併協議会では「町の歌等については、新町において定める。ただし、既存の歌等については、地域のものとして新町に引き継ぐ」と定められているが、実現していない。

## 廃止された市町村歌
敦賀市
- 敦賀市歌（旧）[16] - 1937年（昭和12年）制定

作詞：志和実枝 作曲：庭本俊雄
市制施行記念事業として大阪毎日新聞（現・毎日新聞大阪本社）福井支局の後援を受けて制定。初代の市歌である。
武生市
- 伸びゆく武生[17] - 1950年（昭和25年）11月制定

作詞：佐々木淑郎 作曲：飯田信夫
丹生郡越前町
- 越前町民歌

新設合併前の（旧）越前町が制定していた町歌である。新設合併に伴い失効しているため「旧越前町民歌」と呼ばれる。
丹生郡越廼村
- 羽ばたく越廼

作詞：坂義雄 補作：森菊蔵 作曲：前田俊明
遠敷郡上中町
- 上中音頭

作詞：中塚勤 作曲：鏑木創 編曲：池多孝春